# 辛醣
辛醣，又稱為八碳醣，是由八個碳原子組成的單醣，化學式為 C8H16O8。例如：D-赤蘚-L-半乳辛糖、D-甘油-D-甘露辛糖等。